# El gran circo de TVE
El gran circo de TVE fue el programa infantil conducido por los famosos Payasos de la tele durante la década de 1970 y con varias ediciones posteriores hasta 1995. Se trata de uno de los programas más emblemáticos y recordados de la historia de la televisión en España.

## Historia

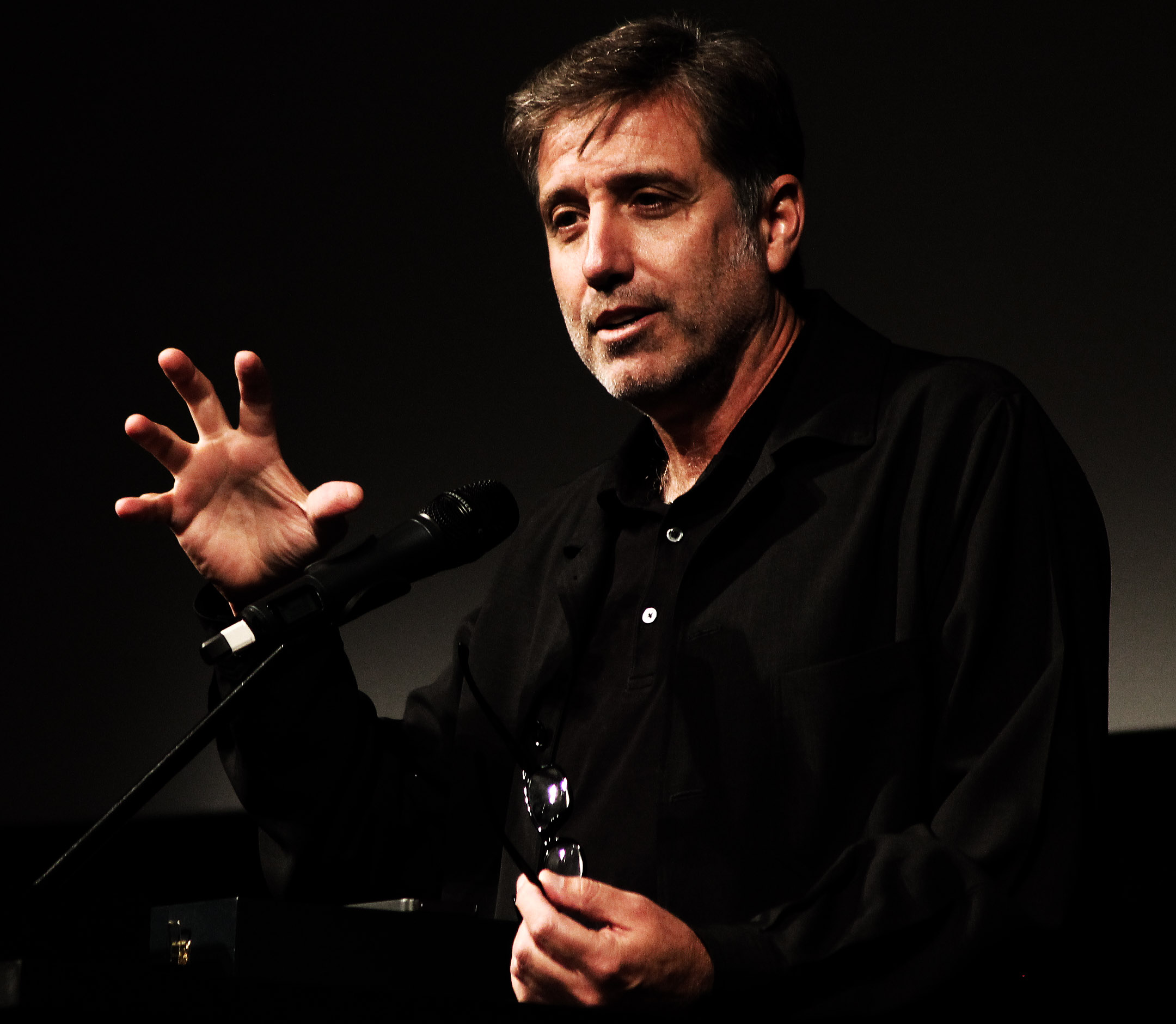
Emilio Aragón Álvarez.

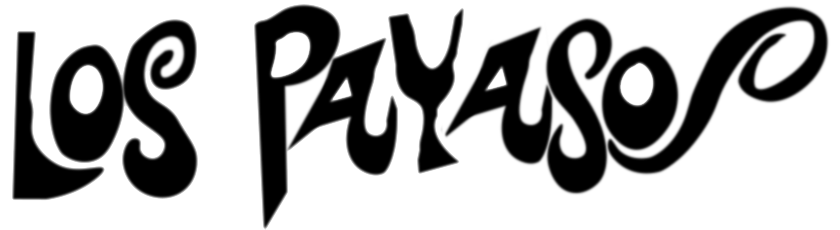
Primer Logotipo del Programa Durante Las Primeras Tres Semanas en 1973.

El programa se estrenó el 19 de julio de 1973 en España por TVE y en Argentina por Canal 13 bajo el título de Los Payasos y con la intención de que se mantuviese tan solo tres semanas en antena. Sin embargo el éxito arrollador del programa hizo que se renovara el contrato de los artistas y el espacio pasó a llamarse Las aventuras de Gaby, Fofó y Miliki. Pese al título, en esa primera etapa los payasos eran Gaby, Fofó, Miliki y Fofito. Tras llamarse durante unos meses El circo de Gaby, Fofó y Miliki, el 27 de abril de 1974 adoptó el título por el que se conocería el programa durante casi todos sus años de emisión: El gran circo de TVE.
Tras el fallecimiento de Fofó el 22 de junio de 1976, los payasos volvieron a ser tres y el programa se toma un descanso desde el 24 de junio hasta el 9 de octubre de ese mismo año, el programa se estrena a Color y en diciembre de ese año se anuncia la incorporación de Milikito, para el siguiente año. El cuarteto permanece hasta agosto de 1981. 

La penúltima etapa del programa, emitida entre el 26 de enero de 1982 y el 1 de octubre de 1983 se tituló El loco mundo de los payasos, y en ella Milikito fue sustituido por Rody.
Durante estos diez años de emisión, los payasos estuvieron acompañados en sus aventuras y gags por el actor Fernando Chinarro, conocido como Señor Chinarro.

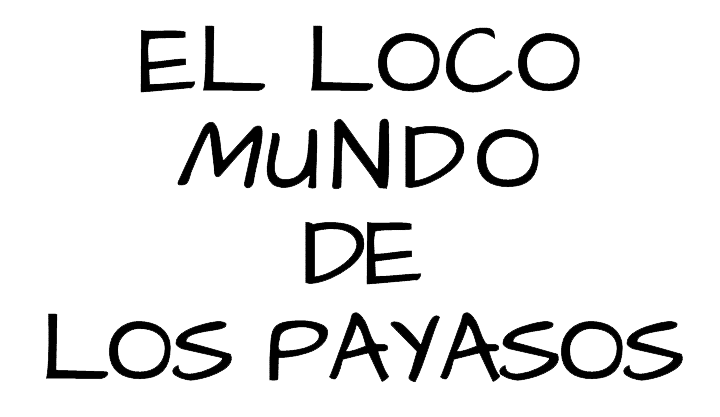
Logotipo del Programa (1982 - 1983)

Entre El 20 de noviembre de 1993 y El 25 de junio de 1995 el programa regresó a TVE con Miliki junto a Rita Irasema, su hija, ambos como presentadores. En esta nueva y última edición, grabada en el primer plató de ¿Qué apostamos? (carpa de Prado del Rey), se renovó el formato haciendo participar al público infantil asistente: enseñaban manualidades traídas de casa, hacían pruebas en el plató,... Marcaron así a la siguiente generación de niños con la edición de varios discos de nuevas canciones, destacando el álbum "¿Estás contento? ¡Sí señor!" (1994), en el que se incluyen todas las canciones interpretadas en estos últimos años de programa como "¿Estás contento?", "La Gimnasia Musical" o "Dame un abrazo".
El programa se volvió a emitir En Canal Nostalgia durante 1997 hasta 2005 y de 2006 Hasta 2007 Por el Canal TVE 50

## Formato
El programa constaba de cuatro partes diferenciadas:
- Presentación: Se introducía el espacio con un gag cómico interpretado por los payasos sobre el esquema clásico de clown, augusto y contraugusto.

- Número circense: Espectáculo de circo, con malabaristas, trapecistas, domadores, etc.

- La aventura: Pequeño sketch de unos diez minutos de duración en el que se narra las peripecias de los payasos en escenas cotidianas, interactuando con otros actores (en especial Fernando Chinarro).

- Despedida: Los payasos interpretan una de sus populares canciones.

## Reparto
- Gabriel Aragón Bermúdez "Gaby" (1973-1983)
- Alfonso Aragón Bermúdez "Fofó" (1973-1976)
- Emilio Aragón Bermúdez "Miliki" (1973-1983) (1993-1995)
- Alfonso Aragón Sac "Fofito" (1973-1983)
- Emilio Aragón "Milikito" (1977-1981)
- Rody Aragón (1982-1983)
- Rita Irasema (1993-1995)
- Fernando Chinarro (1973-1983)
- Lola Muñoz (1977-1983)
- José Segura (1977-1983)
- Margarita Calahorra (1977-1983)
- Alfonso Castizo (1977-1983)
- Paco Sanz (1977- 1983)
- Julia Tejela

## Premios y distinciones
- TP de Oro (1973): Personaje más popular: Los payasos de la tele.
- TP de Oro (1980): Mejor programa infantil.

Fue considerado por el Grupo Joly uno de los cien mejores programas de la historia de la televisión en España.

## Cantar y reír

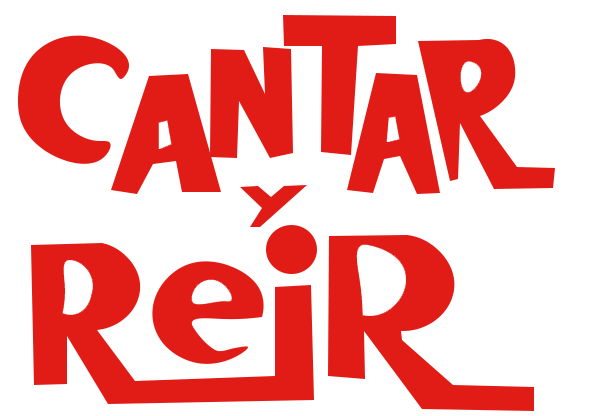
Logotipo de Cantar y Reír (1976)

Durante las Navidades de 1974 y 1976, los Payasos protagonizaron un programa diario (emitido de lunes a viernes), de 30 minutos de duración, con canciones, juegos y humor.